# CFL Cargo
CFL Cargo est une entreprise ferroviaire, fournissant des services de fret ferroviaire au Luxembourg et en Europe, en collaboration avec ses filiales situées au Danemark, en Allemagne, en France et en Suède. Le groupe CFL cargo offre également des services de desserte locale et régionale et dispose d’une expertise dans l’organisation de transports ferroviaires hors gabarit. CFL cargo est l'activité de fret ferroviaire, sous statut de Société anonyme, de la Société nationale des chemins de fer luxembourgeois (CFL) au Luxembourg. CFL cargo, avec sa société sœur CFL multimodal, couvre l’entièreté de la chaîne logistique multimodale.

## Histoire

### Création de CFL cargo
La société Eurolux cargo,, filiale 100% des CFL, est créée le 25 juillet 1997 afin de reprendre les services de fret des CFL.
Le 17 octobre 2006, le département Fret des CFL, incluant EuroCargoLux, et le département des transports internes des sites de production d'ArcelorMittal au Luxembourg fusionnent pour former CFL cargo s.a., filiale à 66,67 % des CFL et à 33,33 % d'ArcelorMittal,.
La nouvelle entité reprend l'ensemble des prestations, services, filiales et matériels roulants des deux anciennes entités.
En 2006 toujours, CFL cargo fonde CFL cargo Deutschland GmbH sur la base de la division fret de la Norddeutsche Eisenbahn Niebüll GmbH (neg).
En 2008, CFL cargo reprend les Ateliers de Pétange fondés en 1869, qui deviennent la filiale CFL technics en 2015, qui s'occupe de réparer et d'entretenir les wagons de Fret ainsi que des locomotives, activité reprise à CFL cargo,,.
En août 2010, CFL cargo créé en partenariat avec sa société-sœur CFL multimodal une filiale en France, CFL Fret services France. En janvier 2012, CFL cargo rachète l’intégralité de la société suédoise MidCargo, qui est renommée CFL cargo Sverige. En juin 2013, la filiale française change de nom pour devenir CFL cargo France s.a..
Le 5 janvier 2015, CFL cargo est réorganisé en quatre « pôles d'expertises » (ferroviaire, logistique, infrastructure et services partagés) et l'identité visuelle ou le nom de certaines filiales ont été harmonisés. De plus, la commercialisation des services de CFL cargo est effectué à partir de cette date sous le nom de CFL multimodal. En 2021, l’identité visuelle des activités Fret des CFL a évolué pour réaffirmer l'appartenance au groupe CFL.

## Filiales

### Au Luxembourg
CFL cargo dispose de la filiale CFL technics, chargée de réparer et d'entretenir les wagons de Fret ainsi que depuis janvier 2015 des locomotives, activité reprise à CFL cargo,. Cette filiale est plus ancienne que les CFL puisqu'il s'agit en réalité des anciens Ateliers de Pétange fondés en 1869 et intégrés à l'activité cargo en 2008,.

### En Europe
CFL cargo dispose de plusieurs filiales à travers l'Europe, :
- CFL cargo Deutschland GmbH ;
- CFL Cargo France s.a. ;
- CFL Cargo Sverige AB.

## Le matériel roulant
Le parc de locomotives de CFL Cargo est constitué de locomotives louées par sa maison-mère, du matériel repris à ArcelorMittal et de locomotives loués à d'autres entreprises.
En 2020, CFL cargo signe un contrat avec Bombardier Transport pour l’achat de dix locomotives novatrices Bombardier TRAXX multi-system 1.
En 2021, toutes filiales confondues à travers l'Europe, CFL cargo comptait un total de 80 locomotives et plus de 3.200 wagons de toutes sortes.

## Salariés
En 2021, CFL cargo compte 737 salariés, filiales à l'étranger comprises.